# Beer Sheva Spartans
I Beer Sheva Spartans sono una squadra di football americano di Be'er Sheva, in Israele.

## Dettaglio stagioni

### Tornei nazionali

#### Campionato

##### IFL
| Stagione | regular season | regular season | regular season | regular season | regular season | regular season | playoff | playoff | playoff | playoff | playoff | playoff   | playoff    |
|          | Vin            | Par            | Per            | Tot            | PF             | PS             | Vin     | Per     | Tot     | PF      | PS      | risultato | avversaria |
| -------- | -------------- | -------------- | -------------- | -------------- | -------------- | -------------- | ------- | ------- | ------- | ------- | ------- | --------- | ---------- |
| 2022-23  | 2              | 0              | 6              | 8              | 111            | 256            | -       | -       | -       | -       | -       | -         | -          |
| Totale   | 2              | 0              | 6              | 8              | 111            | 256            | -       | -       | -       | -       | -       |           |            |

Fonti: Enciclopedia del Football- A cura di Massimo Mezzetti;